# رن ذس تاون (أغنية جي-زي)
رن ذس تاون هي أغنية من قبل الرابر الأمريكي جي-زي. الأغنية أيضاً تضم المغنية البربادوسية ريانا والرابر الأمريكي كانييه ويست. كتبت الأغنية من قبل الثلاثي المؤدين للأغنية، بمساعدة من إرنست ويلسون وجيف باسكير. من إنتاج كانييه وإرنست (المعروف أيضاً باسم «نو آي.دي.»). صدرت «رن ذس تاون» كأغنية فردية ثانية من ألبومه الحادي عشر «ذا بلو برينت 3», استخدمت الأغنية في باتلفيلد 4.
تلقت الأغنية ردود فعل مختلطة من نقاد الموسيقى; البعض أشاد لكل عضو بما جلب للأغنية، في حين رأي آخرون بأن كانييه ويست وريانا كانوا أفضل من جي-زي. الأغنية كانت ناجحة تجارياً، لتصل المركز الثاني في بيلبورد هوت 100 والمركز الأول في المملكة المتحدة. بالإضافة إلى ذلك وصلت الأغنية إلى المراكز العشرة الأولى في عشرة بلدان بما في ذلك أستراليا، النرويج، السويد، وسويسرا.
تم إخراج الفيديو المصور من قبل انثوني ماندلير، يصور الثلاثي في بيئة ما بعد نهاية العالم، يتضمن مشاهد تشمل على متظاهرين غاضبين محيطة بهم. تم أداء الأغنية من قبل جي-زي، كانييه، وريانا في العرض الأل من ذا جي لينو شو في الولايات المتحدة.

## الجوائز والترشيحات
| السنة | الحفل                      | الفئة                   | النتيجة |
| ----- | -------------------------- | ----------------------- | ------- |
| 2010  | جوائز بي إي تي             | فيديو السنة             | رُشِّح     |
| 2010  | جوائز بي إي تي هيب-هوب     | أفضل فيديو هيب-هوب      | رُشِّح     |
| 2010  | جوائز الغرامي              | أفضل أغنية راب          | فوز     |
| 2010  | جوائز الغرامي              | أفضل تعاون راب/أغنية    | فوز     |
| 2010  | جوائز أغاني الرقص العالمية | أفضل أغنية دانس هيب-هوب | رُشِّح     |
| 2010  | جوائز بيبول تشويس          | أفضل أغنية تعاون        | فوز     |

## الأداء التجاري

### أوقيانوسيا
دخلت الأغنية أستراليا في المركز الخامس والثلاثون في 6 سبتمبر، 2009. في الأسبوع التالي تراجعت إلى المركز التاسع والثلاثون لكن في الأسبوع الثالث بلغت إلى المركز الخامس والعشرون. وصلت المراكز العشرة الأولى في 11 أكتوبر، 2009, بلغت ذروتها المركز التاسع في الأسبوع السابع. تم اعتماد الأغنية بشهادة البلاتينيوم من قبل اتحاد صناعة التسجيلات الأسترالية، تدل على المبيعات التي وصلت 70,000 نسخة. الأغنية دخلت لأول مرة نيوزيلندا في المركز الرابع عشر في 14 سبتمبر، 2009, ارتفعت إلى المركز العاشر في الأسبوع التالي. في الأسبوع الثالث، تراجعت إلى المركز الثالث عشر. في الأسبوع السابع بلغت ذروتها المركز التاسع. تم اعتماد الأغنية بالشهادة الذهبية من قبل اتحاد صناعة التسجيلات في نيوزيلندا، لمبيعات وصلت إلى 7,500 نسخة.

### أمريكا الشمالية
دخلت الأغنية لأول مرة بيلبورد هوت 100 في المركز الثامن والثمانون. بعد صدوره الرقمي ودخولها الأول في المركز الثالث بيلبورد الأغاني الرقمية، الأغنية قفزت من المركز السادس والستون إلى الثالث في الأسبوع الثالث في 16 أغسطس، 2009. في نهاية المطاف الأغنية بلغت ذروتها في المركز الثاني، لتصبح ثاني أغنية عالية في المخطط لجي-زي في مسيرته كفنان رئيسي. الأغنية وصلت المركز الأول في بيلبورد أغاني الراب في 26 سبتمبر، 2009. لمدة سبعة أسابيع متتالية. الأغنية بلغت ذروتها المركز الثالث في بيلبورد أغاني الآر أند بي/هيب-هوب. على الرغم من أن نوع الأغنية هيب-هوب وآر أند بي، تمكنت الأغنية من دخول بيلبورد أغاني البوب في المركز الثامن والثلاثون في 12 سبتمبر، 2009. وصلت في نهاية المطاف المراكز العشرة الأولى في المركز الثامن. بالإضافة إلى ذلك الأغنية بلغت ذروتها المركز الثاني والثالث في بيلبورد أغاني الراديو والأغاني الرقمية. اعتباراً من يونيو 2013, الأغنية باعت 3,229,000 نسخة رقمية في الولايات المتحدة. الأغنية أيضاً وصلت إلى المركز السادس في كندا هوت 100.

### أوروبا
الأغنية دخلت المركز الأول في المملكة المتحدة في 6 سبتمبر، 2009 مع مبيعات وصلت 62,000 نسخة. الأغنية أعطت جي-زي أول مركز أول في هذا المخطط كفنان رئيسي والرابع مع اشتراكاته، أغنية ريانا «امبريلا» (2007) وأغنية زوجته بيونسي «ديجا فو» (2006) و «كريزي ان لوف» (2003). الأغنية أصبحت ثالث أغنية تصل للمركز الأول بالنسبة إلى ريانا وكانييه ويست. في السنوات الثلاث التي مضت ريانا حصلت على كل سنة أغنية وصلت إلى المركز الأول، «تيك آ بو» (2008) و «امبريلا» وأغاني كانييه هي «أمريكان بوي» مع استيل (2008) و «سترونغر» (2007). في بقية أنحاء أوروبا، الأغنية نجحت أيضاً بشكل جيد، وصلت إلى المراكز الخمسة الأولى في أيرلندا والنرويج والمراكز العشرة الأولى في جمهورية التشيك، السويد وسويسرا. وصلت أيضاً المراكز العشرون الأولى في الدنمارك وألمانيا.

## قائمة أغاني الأغنية المنفردة
- أسطوانة منفردة/تحميل رقمي[24]

1. «رن ذس تاون» (مع ريانا وكانييه ويست) – 4:34

## الرسوم البيانية
| المخطط (2009)                     | المركز |
| --------------------------------- | ------ |
| أستراليا                          | 9      |
| النمسا                            | 29     |
| بلجيكا (فلاندرز)                  | 28     |
| بلجيكا (والونيا)                  | 32     |
| كندا                              | 6      |
| جمهورية التشيك                    | 8      |
| الدنمارك                          | 20     |
| المجر (المراكز الأربعين راديو)    | 25     |
| فنلندا                            | 3      |
| إسرائيل                           | 4      |
| هولندا                            | 30     |
| نيوزيلندا                         | 9      |
| النرويج                           | 5      |
| سلوفاكيا                          | 33     |
| السويد                            | 8      |
| سويسرا                            | 9      |
| المملكة المتحدة                   | 1      |
| بيلبورد هوت 100                   | 2      |
| بيلبورد أغاني الآر أند بي/هيب-هوب | 3      |
| بيلبورد أغاني البوب               | 8      |
| بيلبورد أغاني الراب               | 1      |

| المخطط (2009)   | المركز |
| --------------- | ------ |
| أستراليا        | 60     |
| المجر           | 126    |
| سويسرا          | 84     |
| المملكة المتحدة | 60     |
| بيلبورد هوت 100 | 31     |

## الشهادات
| الدولة           | الشهادات     | المبيعات  |
| ---------------- | ------------ | --------- |
| أستراليا         | بلاتينيوم    | 70,000    |
| نيوزيلندا        | ذهبي         | 7,500     |
| الولايات المتحدة | 3× بلاتينيوم | 3,229,000 |

## تاريخ الإصدار
| الدولة           | التاريخ        | نوع التحميل            | شركة الإنتاج     |
| ---------------- | -------------- | ---------------------- | ---------------- |
| الولايات المتحدة | 24 يوليو، 2009 | العرض الأول في الراديو | تسجيلات أتلانتيك |
| الولايات المتحدة | 9 أغسطس، 2009  | راديو ايربان           | تسجيلات أتلانتيك |
| أستراليا         | 10 أغسطس، 2009 | تحميل رقمي             | تسجيلات أتلانتيك |
| النمسا           | 10 أغسطس، 2009 | تحميل رقمي             | تسجيلات أتلانتيك |
| بلجيكا           | 10 أغسطس، 2009 | تحميل رقمي             | تسجيلات أتلانتيك |
| البرازيل         | 10 أغسطس، 2009 | تحميل رقمي             | تسجيلات أتلانتيك |
| كندا             | 10 أغسطس، 2009 | تحميل رقمي             | تسجيلات أتلانتيك |
| الدنمارك         | 10 أغسطس، 2009 | تحميل رقمي             | تسجيلات أتلانتيك |
| فنلندا           | 10 أغسطس، 2009 | تحميل رقمي             | تسجيلات أتلانتيك |
| فرنسا            | 10 أغسطس، 2009 | تحميل رقمي             | تسجيلات أتلانتيك |
| ألمانيا          | 10 أغسطس، 2009 | تحميل رقمي             | تسجيلات أتلانتيك |
| أيرلندا          | 10 أغسطس، 2009 | تحميل رقمي             | تسجيلات أتلانتيك |
| إيطاليا          | 10 أغسطس، 2009 | تحميل رقمي             | تسجيلات أتلانتيك |
| المكسيك          | 10 أغسطس، 2009 | تحميل رقمي             | تسجيلات أتلانتيك |
| هولندا           | 10 أغسطس، 2009 | تحميل رقمي             | تسجيلات أتلانتيك |
| نيوزيلندا        | 10 أغسطس، 2009 | تحميل رقمي             | تسجيلات أتلانتيك |
| النرويج          | 10 أغسطس، 2009 | تحميل رقمي             | تسجيلات أتلانتيك |
| السويد           | 10 أغسطس، 2009 | تحميل رقمي             | تسجيلات أتلانتيك |
| سويسرا           | 10 أغسطس، 2009 | تحميل رقمي             | تسجيلات أتلانتيك |
| المملكة المتحدة  | 10 أغسطس، 2009 | تحميل رقمي             | تسجيلات أتلانتيك |
| الولايات المتحدة | 10 أغسطس، 2009 | تحميل رقمي             | تسجيلات أتلانتيك |
| المملكة المتحدة  | 31 أغسطس، 2009 | أسطوانة منفردة         | تسجيلات أتلانتيك |
| ألمانيا          | 9 سبتمبر، 2009 | أسطوانة منفردة         | تسجيلات أتلانتيك |

## انظر ايضاً
- مجنون في الحب